# Humanes Coronavirus OC43
Das Humane Coronavirus OC43 (HCoV-OC43) ist ein neurotropes Coronavirus aus der Spezies Betacoronavirus gravedinis (veraltet Betacoronavirus 1), das sowohl Menschen als auch Tiere infizieren kann. Das Virus hat eine Hülle und als genetisches Material einen Strang einzelsträngiger RNS von positiver Polarität, es bindet an den N-Acetylneuraminsäure-Rezeptor. Unter anderem mit dem Humanen Coronavirus 229E (Alphacoronavirus chicagoense), dem Humanen Coronavirus NL63 (Alphacoronavirus amsterdamense) und dem Humanen Coronavirus HKU1 (Alphacoronavirus rousetti) gehört das Humane Coronavirus OC43 zu den Viren, die eine gewöhnliche Erkältung auslösen können, summarisch auch englisch common cold Coronaviruses (ccCoVs) genannt.
Wie bei anderen Coronaviridae der Gattung Betacoronavirus, Untergattung Embecovirus befindet sich an der Oberfläche ein zusätzlicher, kürzerer Spike, genannt Hämagglutinin-Esterase (englisch hemagglutinin esterase, HE-Protein).
Das Virus wurde 1967 durch Ken McIntosh an der Harvard Medical School entdeckt. Es kommt auch in Nagetieren vor.

## Virologie
Das Virus stammt wie alle humanpathogenen Coronaviren von einem Fledermaus-Coronavirus ab und ist über Rinder als Zwischenwirte auf den Menschen übergesprungen.
Es wurden bisher vier Genotypen (A bis D) des Humanen Coronavirus OC43 identifiziert, wobei Genotyp D wahrscheinlich eine Rekombination darstellt. Eine vollständige Sequenzierung der Genome von C und D zeigt Rekombinationen zwischen den Typen B und C bei der Entstehung von Typ D. Von 29 identifizierten Ketten gehörte keine zum älteren Typ A. Eine molekulare zeitliche Analyse der Spike- und Kapselgene datiert den jüngsten gemeinsamen Vorfahren aller Genotype in die 1950er-Jahre. Der gemeinsame Ursprung der Genotype B und C liegt in den 1980er-Jahren, wobei Genotyp B in die 1990er-Jahre datiert wird und Genotyp C in die späten 1990er- oder frühen 2000er-Jahre. Der aus einer Rekombination entstandene Genotyp D wurde erst 2004 entdeckt.

## Pathogenese
Wie auch HCoV-229E (Spezies Alphacoronavirus chicagoense) verursacht HCoV-OC43 Erkältungskrankheiten. Beide Viren können darüber hinaus schwere Infekte der Atmungsorgane verursachen, darunter Lungenentzündungen bei Säuglingen, betagten Menschen und immungeschwächten Personen, wie etwa Patienten unter Chemotherapie oder HIV-Infizierten.

## Epidemiologie
Coronaviridae sind weltweit verbreitet und verursachen 10–15 % aller Erkältungskrankheiten. Die Infektionshäufigkeit zeigt saisonale Muster, die meisten Infektionen treten dabei in den Wintermonaten auf. Nach einer überstandenen Infektion mit OC43 ist aufgrund vorhandener Antikörper das Risiko einer schweren Erkrankung an COVID-19 (Erreger SARS-CoV-2) offenbar geringer.

## Mögliche Ursache der Russischen Grippe um 1890
Für den Erreger der Russischen Grippe-Pandemie um 1890 mit einer bis eineinhalb Millionen Toten wird herkömmlich ein Influenzavirus A, etwa A/H3N8 oder A/H2N2 angenommen. Nach Ansicht einer belgischen Forschergruppe um Marc van Ranst handelte es sich bei der Krankheit gar nicht um eine Influenza, vielmehr könnte es sich damals schon um HCoV-OC43 gehandelt haben. Das ursprünglich von Mäusen stammende Virus könnte damals über Rinder auf den Menschen übergesprungen sein. In einer noch nicht publizierten Studie wurde diese vor 15 Jahren in Belgien publizierte Hypothese von dänischen Forschern bekräftigt (Stand: August 2020). Darin analysiert Lone Simonsen, Epidemiologin der Universität Roskilde, historische Gesundheitsdaten und simuliert mit Bioinformatikexperten der Technischen Universität Dänemark die Virenmutation rückwärts. Die Untersuchung dieser Frage war auch 2022 (Stand Februar) noch nicht abgeschlossen.